# Ситлаликуэ
Ситлаликуэ (исп. Citlalicue) — «Одежда из звёзд», в ацтекской мифологии богиня-создательница, супруга Ситлалатонака, воплощение Млечного Пути. Ситлалатонака с Ситлаликуэ ассоциируют с первой парой людей, Натой и Неной. Иногда отождествляется с богиней Иламатекутли.
По легенде Ситлаликуэ, породив кремнёвый нож, метнула его на землю, сотворив 600 (1 600) земных богов.

## Первоисточники
- Пресвитер Хуан; Антонио Перес; фрай Педро де лос Риос (глоссы). Кодекс Теллериано-Ременсис. www.bloknot.info. — Украина, Киев, 2010. Перевод с испанского - А.Скромницкий, В.Талах. Дата обращения: 16 августа 2010. Архивировано из оригинала 22 августа 2011 года.